# Tomislav Đokić
Tomislav Dokić (ur. 27 lutego 1986 w Belgradzie) – serbski siatkarz, grający na pozycji atakującego. Od sezonu 2018/2019 występuje w greckiej drużynie Foinikas Syros.

## Sukcesy klubowe
Mistrzostwo Serbii:
- 2008
- 2010
- 2009

Puchar Serbii:
- 2009

Puchar Ligi Greckiej:
- 2012

Mistrzostwo Grecji:
- 2012, 2016
- 2015

## Sukcesy reprezentacyjne
Liga Światowa:
- 2016[1][2]
- 2010